# Vela Luka
Vela Luka (wörtlich „Großer Hafen“), ital. Vallegrande, ist ein kroatischer Hafenort auf der Insel Korčula in der östlichen Adria.

## Geographie
Die eigenständige Gemeinde mit 4137 Einwohnern (Volkszählung 2011) ist der zweitgrößte Ort der Insel und liegt ganz im Westen an einer tief einschneidenden Bucht. Sie besitzt einen Fährhafen nach Split und zu den Nachbarinseln. Vela Luka ist ein touristisch schon lange erschlossener Badeort mit Kiesstränden und vorgelagerten Badeinseln. Es gibt mehrere Hotels und Privatunterkünfte sowie zahlreiche Lokale.
Der Ort liegt nur wenige Meter über Meer. Die höchste Erhebung ist der südwestlich gelegene, 376 Meter hohe Hum. 
Neben dem Tourismus sind der Fischfang sowie der Anbau von Wein und Oliven weiterhin von wirtschaftlicher Bedeutung.
Nach Split besteht eine Fährverbindung mit einem Katamaran. Die Dauer der Überfahrt beträgt gut zwei Stunden. Die Entfernung zur Stadt Korčula am gegenüberliegenden Ende der Insel Korčula beträgt über die Inselhauptstraße 118 etwas mehr als 40 Kilometer.

## Heraldik
Das Wappen des Ortes besteht aus einer weißen Friedenstaube mit einem gelben Zweig des Olivenbaums im Schnabel auf blauen Grund. 

## Sonstiges
Am 25. Juni 2014 kam es in Vela Luka zu einem meteorologischen Tsunami (Meteotsunami): der Wasserstand des Meeres stieg binnen kürzester Zeit um etwa eineinhalb Meter; dann fiel er um drei Meter. Diese Schwankung wiederholte sich mehrfach. Ursachen waren Gewitter mit starken Luftdruckschwankungen.

## Persönlichkeiten
- Irislav Dolenec (1921–2009), Leichtathlet, Fußballspieler, Handballspieler, Handballtrainer und Numismatiker.

Der Musiker Oliver Dragojević (1947–2018) wuchs in Vela Luka auf.

## Galerie

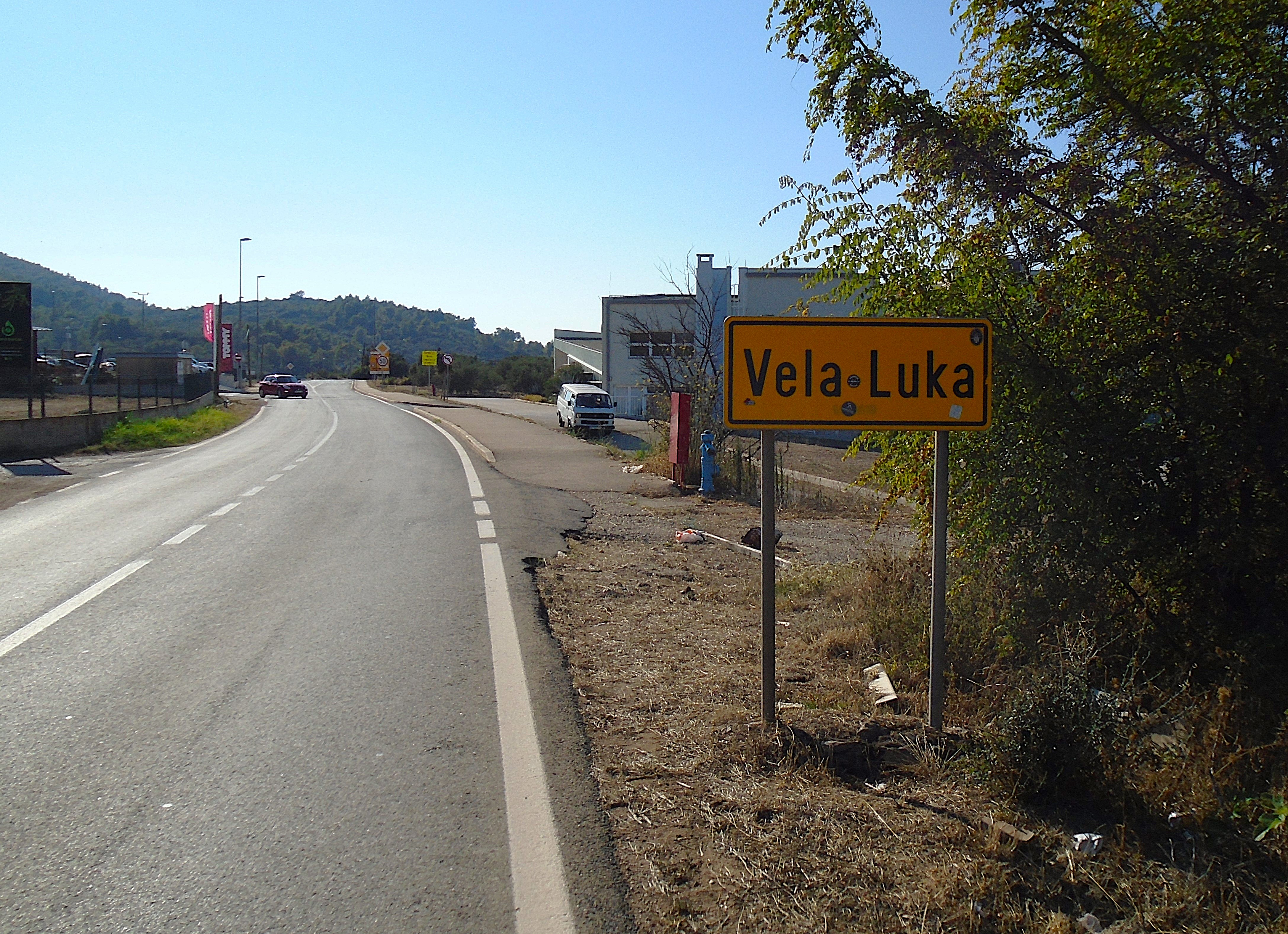
Stadteinfahrt
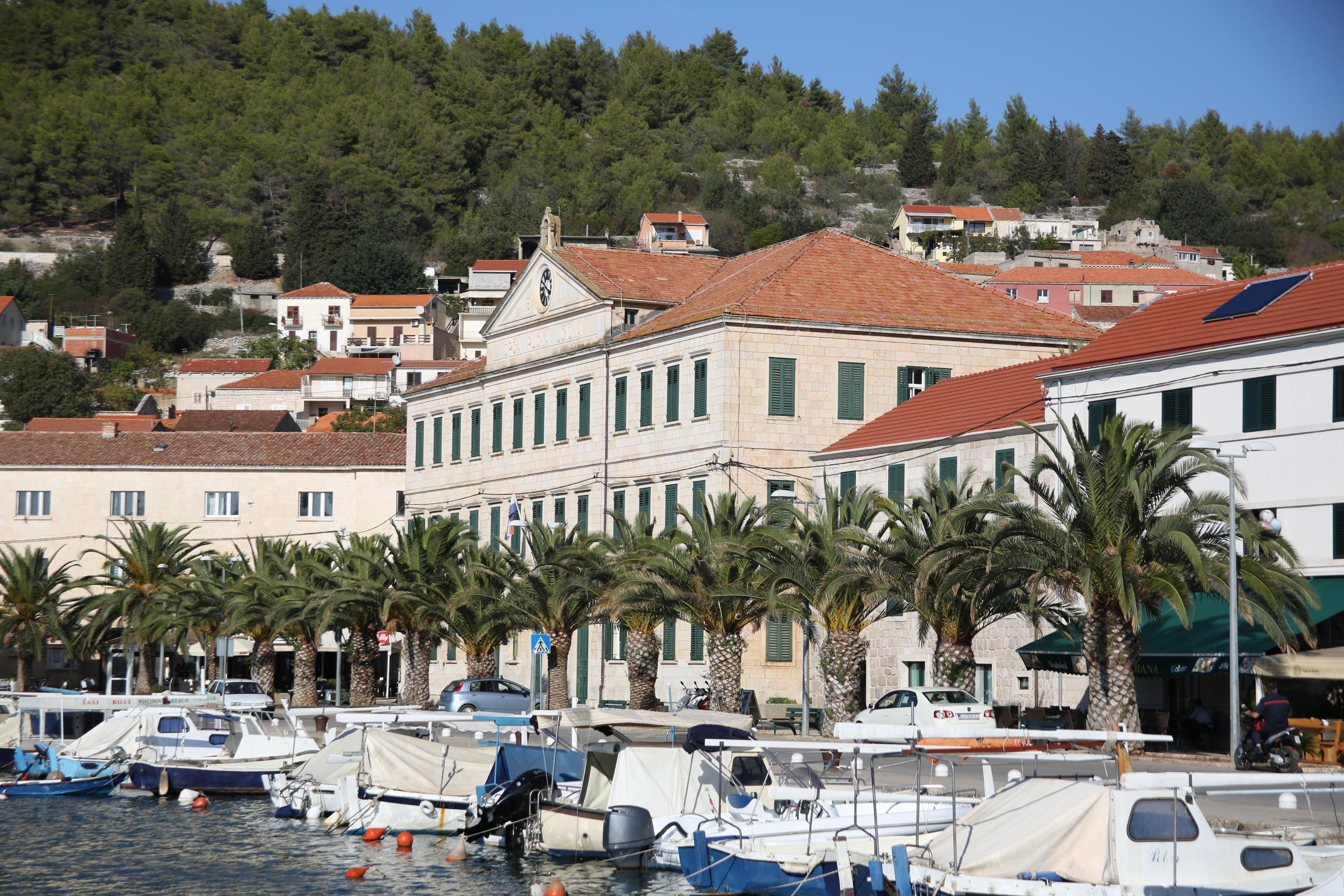
Stadtmitte
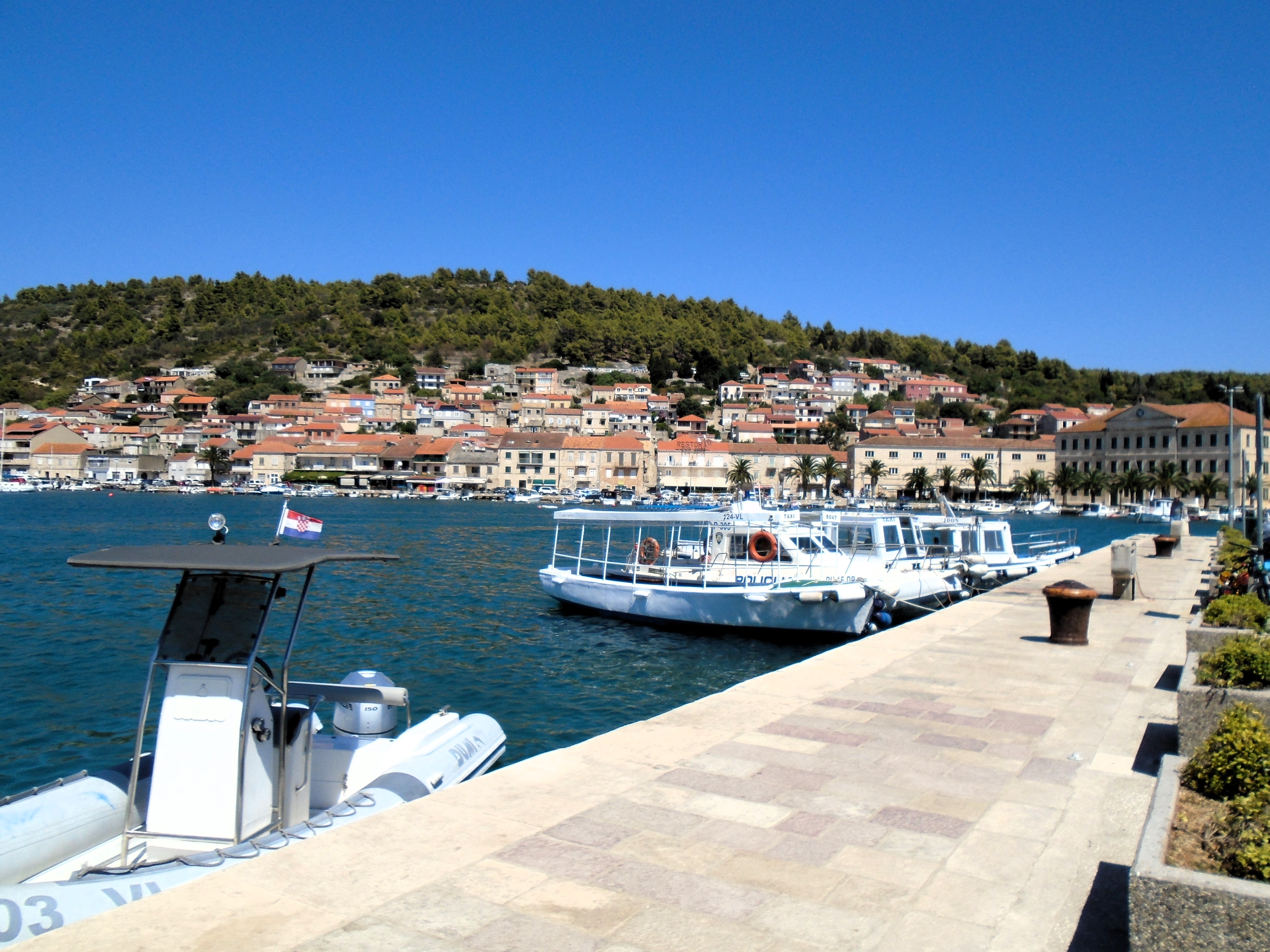
Ufer
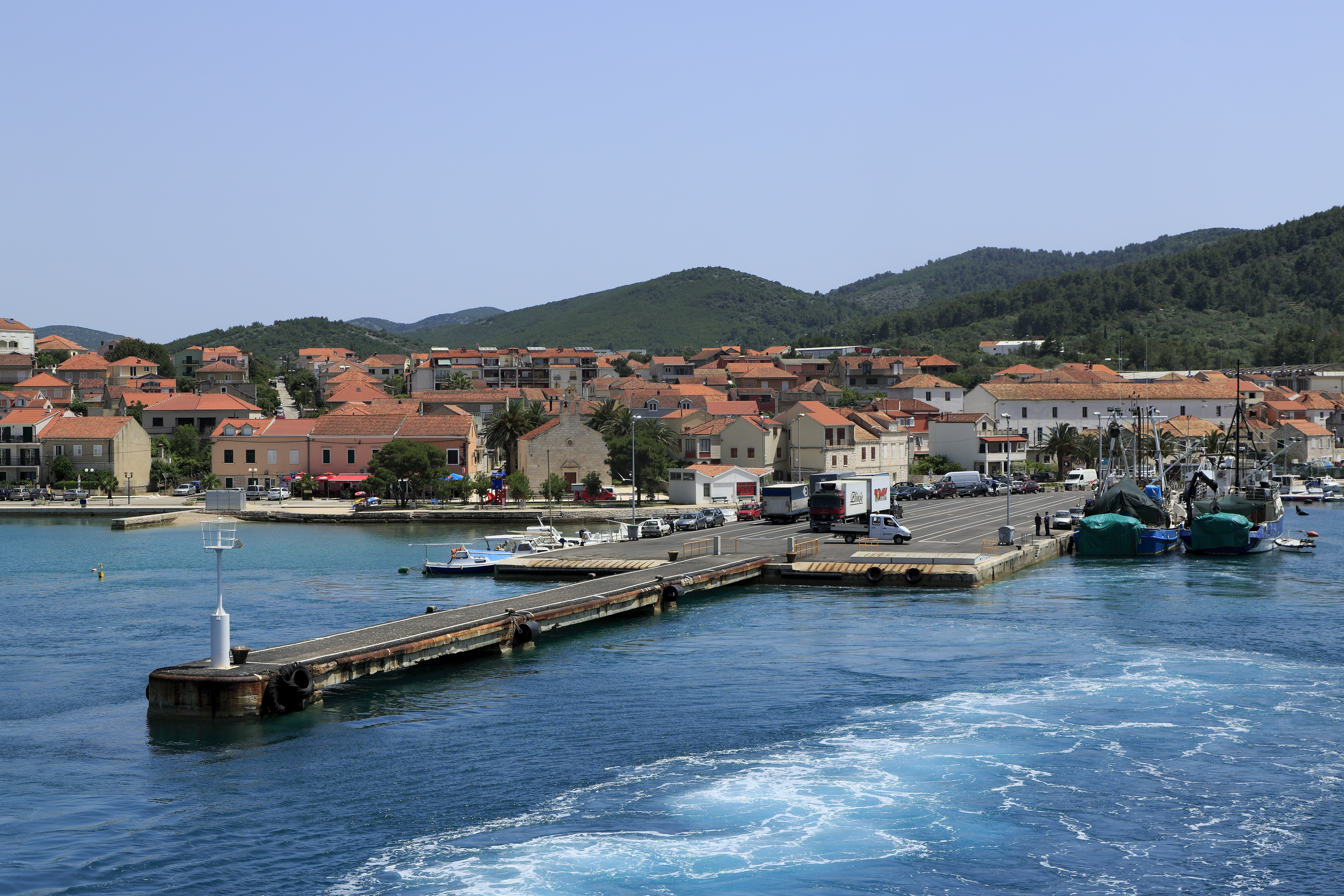
Hafen
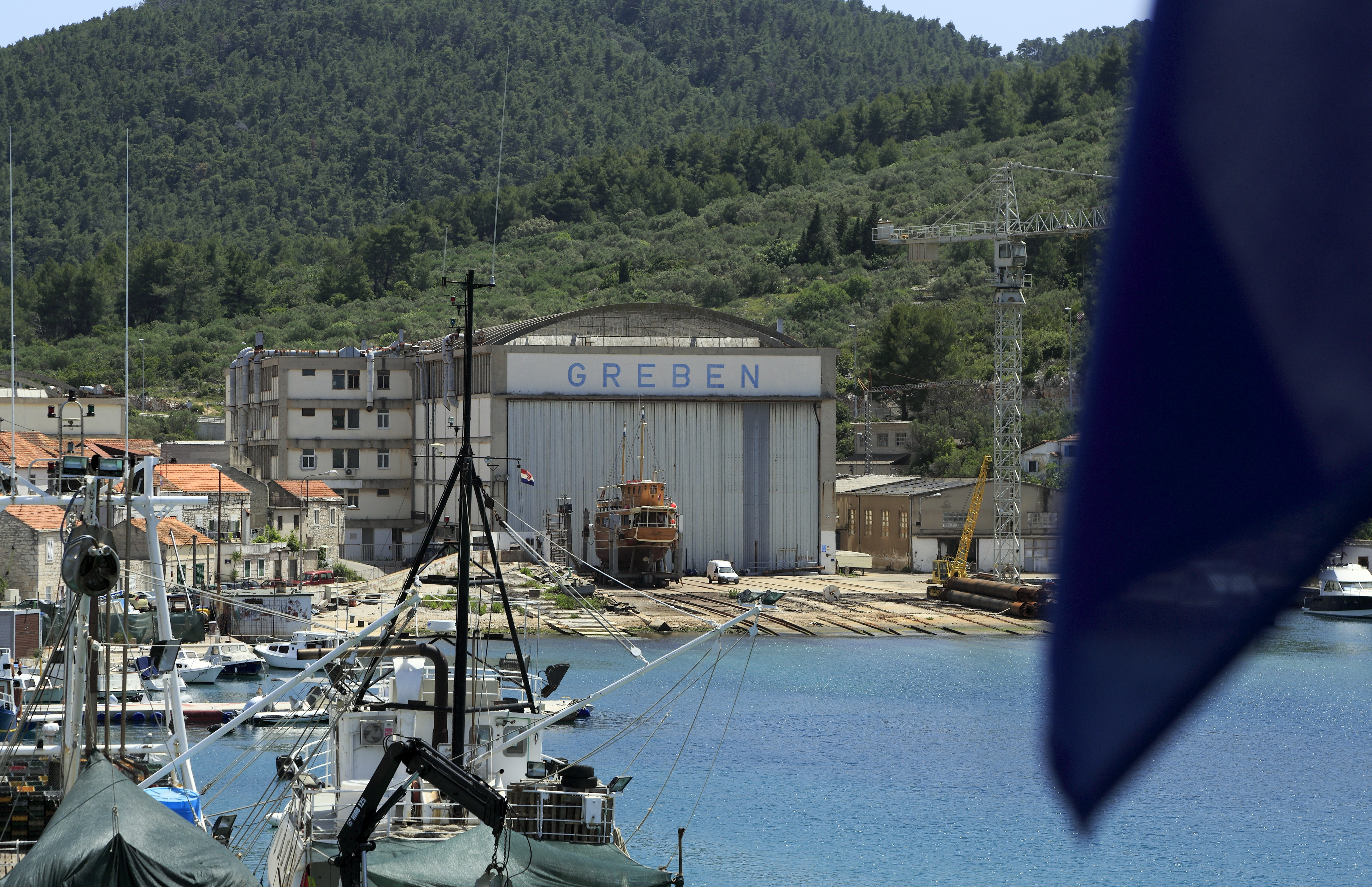
Werft
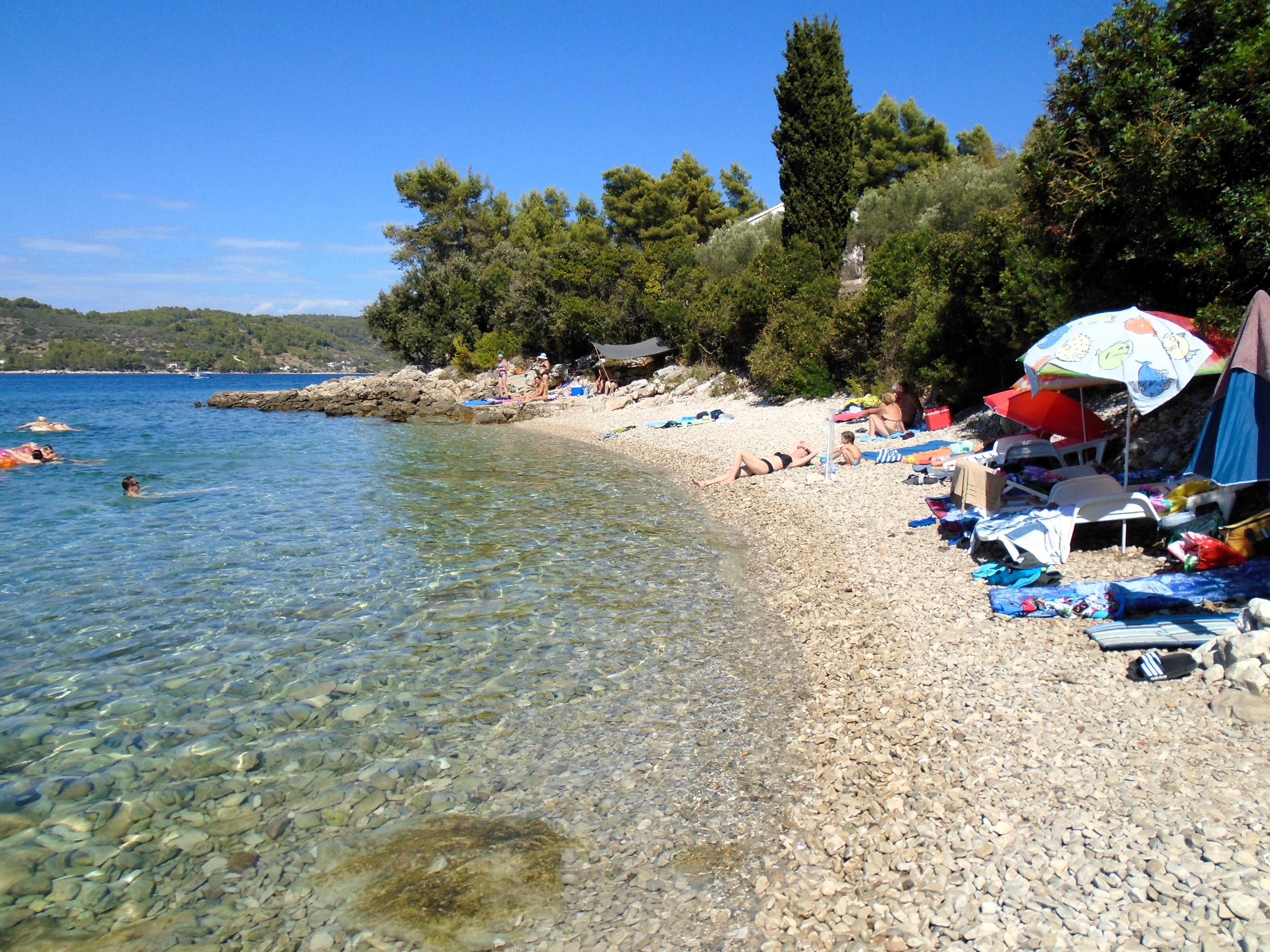
Strand Pičena